# Gevher Nesibe
Gevher Nesibe war im frühen 13. Jahrhundert eine Prinzessin des Sultanats der Rum-Seldschuken, Tochter von Kilij Arslan II. und Schwester von Kai Chosrau I.

## Legenden
Nach der Legende verliebte sich Gevher Nesibe in einen den Palast des Seldschukensultan in Konya verteidigenden Kavallerieoffizier. Ihr Bruder Kai Chosrau I. war gegen eine Heirat zwischen seiner Schwester und dem Offizier, so schickte er den jungen Mann weg, um seinen Tod durch verschiedene gefährliche Aufträge und Feldzüge zu garantieren.
Überwältigt vom Kummer ob ihres Geliebten Tod, erkrankte Gevher Nesibe Sultana schwer an Tuberkulose. Der reumütige Kai Chosrau besuchte sie an ihrem Totenbett, bat sie um Vergebung und bot ihr an, ihren letzten Wunsch zu erfüllen. Gevher Niseib Sultana, so wird berichtet, soll geantwortet haben:
„Ich bin sehr krank. Es gibt keine Möglichkeit für mich zu genesen. Keiner dieser Ärzte kann ein Heilmittel für meine Krankheit liefern. Ich werde schließlich sterben. Mein Wunsch ist, dass du meinen Besitz verwendest, um zu meinen Ehren ein Hospital zu bauen. In diesem Hospital sollen kranke Menschen kostenlos behandelt und gleichzeitig unheilbare Krankheiten erforscht werden.“
Ein historischer Bericht zeigt, dass Kai Chosrau den letzten Wunsch seiner Schwester ausführte, indem im Jahr 1204 das Hospital in Kayseri seine Arbeit aufnahm. Die Gebäude wurden von einem Architekten namens Üstad Ömer entworfen und gebaut. Die normalerweise den Namen des Architekten überliefernde Inschrift über der Eingangstür fehlt, aber die Information wird durch schriftliche Quellen an anderer Stelle aufbewahrt.

## Vermächtnis
Heute ist Gevher Nesibe auch die Namenspatronin eines das ehemalige Hospital umfassenden prachtvollen Komplexes und einer Moschee in Kayseri, Türkei, eine angrenzende Medrese widmet sich in erster Linie medizinischen Studien. Der Komplex (türkisch külliye), den sie stiftete, wird als eines der herausragenden Denkmäler der Seldschuken-Architektur betrachtet.
Das Hospital wurden zwischen 1204 und 1206 gebaut, und die Medrese, deren Bau unmittelbar nach Gevheer Nesibes Tod im Jahre 1206 begann, wurde im Jahr 1210 vollendet.
Der Komplex wurde nach der Prinzessin benannt. Die darin befindliche Medrese ist unter einer Vielzahl von Namen bekannt: die Gevher-Nesibe-Medrese; die Cifte Medrese (Medrese mit zwei Minaretten) oder als die Giyasije-Medrese nach Ghiyath al-Din Kai Chosrau I., der für ihren Bau verantwortlich war. Es ist überliefert, dass das Grab innerhalb der Medrese Gevher Nesibe gehört.